# Bladmerk

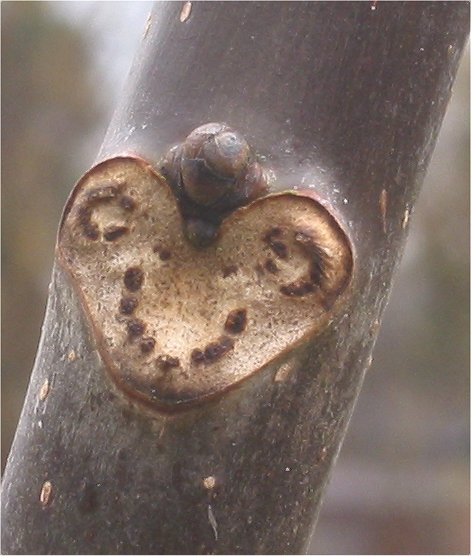
bladlitteken op 1-jarige hoofdtak van de walnoot

Het bladmerk is een onderdeel van het bladlitteken. Het wordt ook de bladstempel genoemd.
In het bladlitteken komen vaak witte of donkere stippen voor, die de plaats van de vaatbundels weergeven, dit is het bladmerk.